# Молдован Олександр Михайлович
Олександр Михайлович Молдован (* 7 квітня 1951, Чернівці, УРСР) — російський фахівець в області слов'янського мовознавства; історії, лексикології і лексикографії російської і української мов; джерелознавства; палеографії і текстології давніх слов'янських пам'яток. Керівник наукової школи лінгвістичного джерелознавства. Директор Інституту російської мови ім. В. В. Виноградова РАН (1997–2017). Академік РАН по Відділенню історико-філологічних наук (2011). Лауреат Макаріївської премії.
Навчався в Чернівецькому університеті (1968—1973), де закінчив російське відділення філологічного факультету.
З 2002 року — голова Національного комітету славістів РФ, член Президії Міжнародного комітету славістів.

## Громадянська позиція
У березні 2014 року, після російської інтервенції в Україну, разом з рядом інших відомих діячів науки і культури Росії висловив свою незгоду з політикою російської влади в Криму. Свою позицію вони виклали у відкритому листі.
У травні 2018 приєднався до заяви російських літераторів на захист українського режисера Олега Сенцова, незаконно засудженого у РФ.
Підписав відкритого листа російських науковців та наукових журналістів проти Російського вторгнення в Україну 2022 року.